# Los primeros fríos

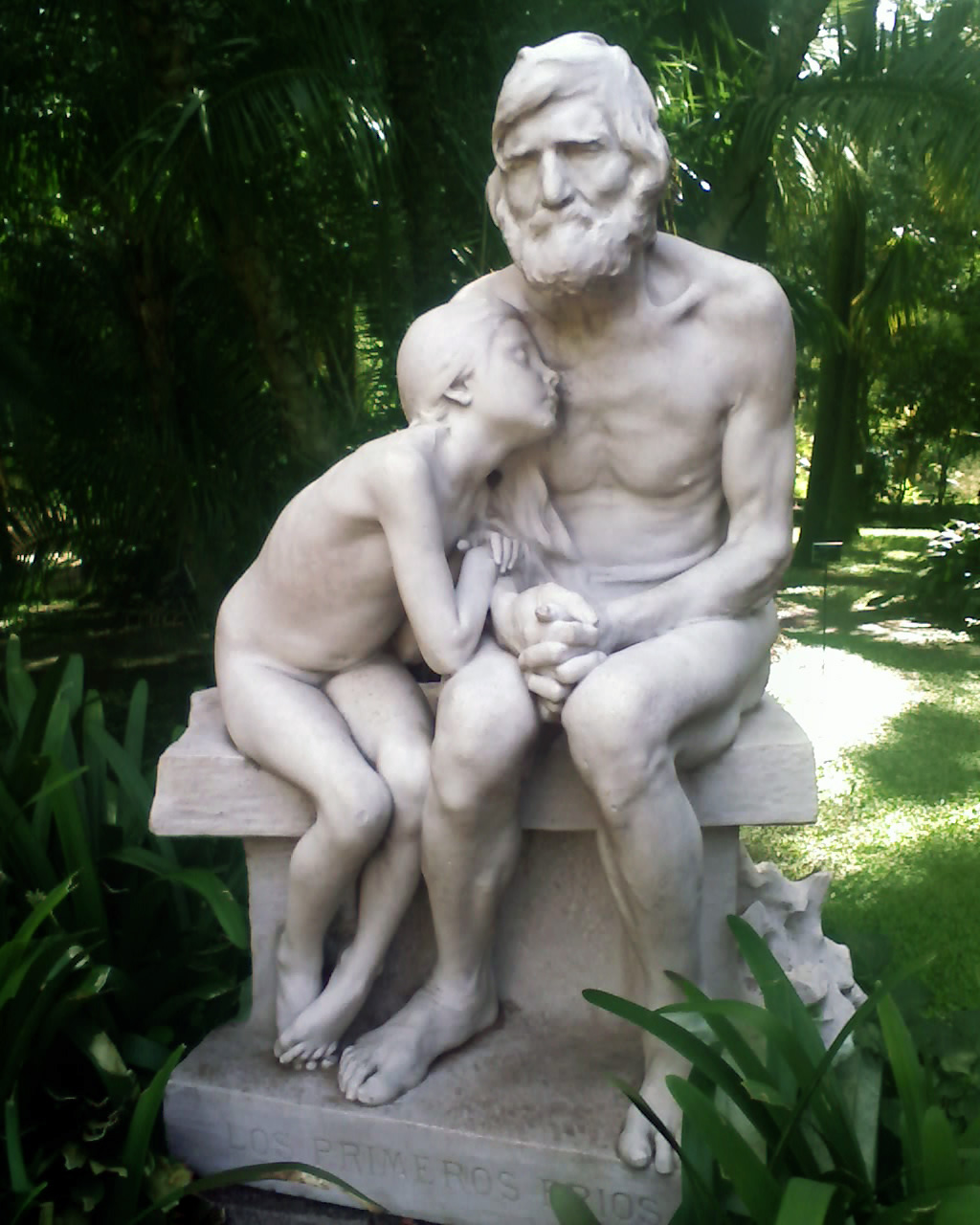
Versión de mármol de Los primeros fríos (1892), de Miguel Blay. La escultura mide 293cm x 195cm. Esta versión se encuentra en el Jardín Botánico de Buenos Aires.

Los primeros fríos (Els primers freds en catalán) es una escultura monocromática de Miguel Blay Fábregas, de la que hay varias versiones, al menos una tallada en mármol blanco y otra de bronce, que fue expuesta por primera vez en la Exposición Nacional de Bellas Artes de Madrid, en 1892. Con esta obra Blay rompió el lenguaje tradicional realista que se había mantenido en toda la escultura del siglo XIX. La versión de mármol se encuentra en el MNAC de Barcelona mientras que la escultura de bronce está en el Museo Regional de la Garrocha, en Olot.
Con esta obra temprana, el autor recibió por primera vez una medalla en la Exposición Nacional de Madrid, y dos años más tarde la mención extraordinaria en la Exposición de Bellas Artes de Barcelona.

## Contexto
La obra se sitúa en los primeros inicios del modernismo catalán, que comienza oficialmente entre la Exposición Universal de Barcelona de 1888 y la pérdida de las últimas colonias españolas en 1898. Se trata de una escultura aún realista, pero que quiere ser modernista e incorpora novedades respecto a los realistas tradicionales. El modernismo no se había definido aún claramente, pero ya existía el deseo de dar continuidad al estilo de la Renaixença, aunque incorporando las vanguardias europeas como, por ejemplo, el romanticismo y el simbolismo, el deseo de dejar de copiar la realidad (anécdotas u obras monumentales) para expresar ideas o símbolos. La escultura catalana de la época se inspiraba mucho en el simbolismo de Rodin, que renovó el lenguaje escultórico.
En 1888, Blay consiguió una beca para ampliar sus estudios en el extranjero, y marchó tres años a París, que por aquel entonces era considerado el centro del mundo de las bellas artes. De día asistía a la Escuela de Bellas Artes mientras que de noche estudiaba en la Academia Julien, y también asistió a clases de Henry Chapu. Esta obra la hizo posteriormente, en Roma aunque la presentó en Madrid.

## Tema
Un anciano y una niña están sentados en un banco con expresión de sufrimiento. La niña se apoya sobre el hombro del hombre, que intenta consolarla. La idea no es completamente original, el tema se inspira en la obra Edipo en Colonna (1882), de Dominique Jean Hugues, realizada en mármol blanco y en la que una mujer vestida apoya la cabeza en el hombro de un hombre barbudo, mayor, con pantalones y el torso descubierto, que mira hacia el frente. Pero la escultura de Hugues representa un tema mitológico y de la literatura clásica, y los personajes son Edipo y su hija Antígona, mientras que Blay los convierte en anónimos, aleja sus edades y los desviste.

## Descripción
El volumen de la escultura es redondo, y está finamente trabajada con todo detalle, con mucha traza. El punto de vista es frontal, la escultura estática y expresiva, con puntos de vista formales, el mármol está pulido.
La escultura muestra dos personas, un hombre mayor y una niña, seguramente abuelo y nieta, sentados en un banco de piedra. La niña parece buscar la protección del hombre. En la versión de mármol los personajes aparecen desnudos, hecho que dramatiza más la escena, y contrastan aún más la dureza del cuerpo del hombre con las líneas más suaves de la niña. En cambio, en la versión de bronce, las figuras están vestidas y transmiten más sensación de orgullo y el contraste es más claro en los dos rostros, exageradamente detallado el del anciano y dulcemente difuminado el de la niña.
El hombre tiene barba y mirada de resignación. La espalda curvada, las rodillas juntas y las manos unidas transmiten el frío del tiempo. El gesto de la niña es tierno y lleno de amor, mirando el hombre. Él, en cambio mira el infinito, dónde se encuentra el espectador. Un detalle que muestra lo indefensa que se encuentra la niña  y contribuye a expresar ternura es el hecho de que los pies no le lleguen al suelo. Las piernas también están muy juntas para protegerse mejor del frío, pero además están en dirección al hombre, como si buscaran su calor.

## Composición
La estructura de la escultura está formada por un rectángulo horizontal, que corresponde al banco, sobre el que reposa un triángulo rectángulo de base en el rectángulo. El cuerpo de la niña y las dos cabezas marcan la diagonal de este triángulo. Las piernas de la niña forman otra diagonal que, alargada, se uniría con el vértice superior del triángulo. El brazo y la pierna del hombre junto con la niña forman el lado vertical del triángulo.
Las líneas son rectas. Hay horizontales: la del banco, a la espalda de la niña y el pecho del hombre, la clavícula y los hombros del hombre, etc.; verticales: la pierna y el brazo derecho del hombre, el pie izquierdo del hombre con el hombro y la cabeza de la niña, etc.; y también diagonales, como las de las piernas de la niña y la pierna derecha del hombre, además de la principal por la que pasa el cuerpo de la niña. En general, las líneas verticales corresponden al hombre mientras que las diagonales forman parte del cuerpo más indefenso de la niña.

## Estilo
La versión de mármol, con las figuras desnudas y que, aunque por lo que pueda parecer, muestra más que no sólo los sentimientos de las figuras, sino el frío, es posterior a la versión de bronce. En su tiempo se consideró que rompía con el academicismo. La obra pertenece a la etapa romana, la época en la que vivió en Roma, de Blay.
La versión marmórea pertenece al idealismo, una corriente potenciada por Josep Llimona y el Centro Artístico de Sant Lluc, mientras que la de bronce es una síntesis entre el realismo, el idealismo y contiene elementos de Rodin (detallismo exagerado en la cabeza del hombre, el anecdotismo del banco, etc.), al que Blay conoció en su viaje a París. Comienzan a aparecer los principios que definirán el modernismo, como por ejemplo, el simbolismo (difuminación de los cuerpos y marcado estado de ánimo de los personajes). Algunos detalles del realismo son, por ejemplo, los huesos marcados de la niña, en especial, las costillas y la cadera, y todos los detalles (tendones en tensión, piel arrugada, cabello, et.) presentes en el del hombre. El idealismo se muestra en las difuminaciones y curvas suavizadas de la niña y también en el tema, así, el sufrimiento causado por el frío queda idealizado en una tierna escena.
En esta obra se contrasta el realismo del hombre con el idealismo de la niña, dos tendencias entre las cuales se debate la obra de Blay y la de Llimona. La técnica muy depurada y la expresividad de los personajes son características de esta obra son también características de su autor. Se trata de una de las primeras obras simbolistas de toda España.

## Simbolismo
El "frío" no es únicamente una baja temperatura en esta escultura, sino que también puede representar los malos tiempos que se avecinan, política y socialmente, y puede referirse al paso del tiempo, a los fríos de la muerte del hombre mayor, respecto a la juventud de la niña. La edad del hombre, la juventud y la vejez, son temas presentes en forma de las dos figuras. El estado de indefensión que muestran puede hacer referencia a un contenido social, de reivindicación de las clases populares, que estaba en auge en aquel año, con varias obras de la misma temática como Huelga de obreros de Vizcaya, de Vicente Cutanda, Otra Margarita, de Joaquín Sorolla; Una sala del hospital durante la visita del médico en jefe, de Luis Jiménez Aranda; etc.

## Margheritina
En 1894, Blay presentó en la Exposición de Bellas Artes de Barcelona la escultura Los primeros fríos, pero también, por separado, un estudio en mármol de una niña, con el mismo modelo de niña que la de Los primeros fríos. Dicho estudio se llamó Margheritina.

## Dependencias e influencias posteriores

### Obras y autores que influyeron a Blay para esta obra
Esta obra muestra influencia del estilo moderno de algunos autores franceses que Blay conoció y que quiso traer a Cataluña. En esta época aún tenía una fuerte influencia de su maestro Hugues, y en esta escultura concreta se inspiró en el tema de una obra suya, Edipo en Colonna'. Pero la expresividad y la modernidad de la escultura de Blay, diez años posterior, es evidentemente mayor.
La cara del hombre está inspirada en una escultura de Victor Hugo que hizo Rodin. Rodin está aún en su etapa primeriza, y es esta época la que influye a Blay en esta escultura..
Además de Rodin y Hugues, otros escultores que influyeron en Blay fueron Henri Chapu (influencia en esta obra, por ejemplo, en la armonía, el realismo y la solidez), Camille Claudel (simbolismo, pero sobre todo en épocas más posteriores), Constantin Meunier (naturalismo y figuras de hombres de bronce, las mujeres de mármol), etc.

### Influencias
Se trata de una obra primeriza de Blay, que por aquel entonces no formaba parte de ninguna escuela. Pero el acabado suave y difuminado de la niña ya denotan características modernistas que repitió posteriormente, por ejemplo para el grupo escultórico del Palacio de la Música Catalana de Barcelona, que hizo en 1907.

## Semejanzas y diferencias con sus contemporáneos
Con esta obra, Blay ejerce el papel de innovador, y rompe con el estilo academicista al que pertenecían la mayoría de los artistas de la época. La escultura es aún realista, como las demás, pero el tema que propone es nuevo, propone personas anónimas y una escena cotidiana, que muestra un sufrimiento humano idealizado. Es una de las primeras esculturas simbólicas de Cataluña y comienza a introducir aquello que después será el modernismo. 